# El Vigía
El Vigía è una città del Venezuela, la seconda per popolazione dello stato di Mérida e capitale del municipio Alberto Adriani.
La città è uno dei più importanti centri economici della regione denominata "Sur del Lago", la cui economia è basata sulla produzione bovina e sull'agricoltura. Inoltre sono presenti importanti centri petroliferi e imprese di servizi.
In città ha sede l'aeroporto internazionale "Juan Pablo Pérez Alfonso", situato a circa 50 minuti dalla città di Mérida e a circa 1 ora da Santa Bárbara (Zulia).

## Storia
Prima dell'arrivo degli spagnoli, il territorio era occupato da varie popolazioni indigene. Anche se non si conosce la data di fondazione della città, già nel 1635 tutto il territorio era sotto il controllo spagnolo.